# John Alex Toro
John Alexander Toro Quintero (Pereira, Colombia, 15 de julio de 1970) es un actor y cómico SantaRosano.

## Biografía
Toro ha participado en películas como María, llena eres de gracia y La primera noche. En televisión se destaca su participación como protagonista de la telenovela Nuevo rico, nuevo pobre, producida por Caracol Televisión, y en la serie de comedia Los canarios.
En 2022 protagonizó junto con Laura Acuña la película El último hombre sobre la tierra, con la dirección de Juan Camilo Pinzón.

## Filmografía

### Televisión
| Año       | Título                                          | Personaje                                                         |
| --------- | ----------------------------------------------- | ----------------------------------------------------------------- |
| 1992      | N.N                                             | Debut                                                             |
| 1992      | En cuerpo ajeno                                 |                                                                   |
| 1993      | Fiebre                                          |                                                                   |
| 1995      | Cazados                                         |                                                                   |
| 1995      | Sobrevivir                                      |                                                                   |
| 1996      | Cartas a Harrison                               | Lalo                                                              |
| 1997      | La familia del alcalde                          |                                                                   |
| 1997      | La elegida                                      |                                                                   |
| 1998-1999 | Amores como el Nuestro                          | Julian Salazar                                                    |
| 1999      | Marido y mujer                                  | Oscar Ibañez                                                      |
| 2001-2003 | Francisco el matemático                         | Jhon Mario 'El Gato' Fernández                                    |
| 2004-2005 | Las noches de Luciana                           | Iván Mauricio                                                     |
| 2006-2007 | ¿De qué tamaño es tu amor?                      | Diego Hincapie                                                    |
| 2007-2008 | Nuevo rico, nuevo pobre                         | Brayan Leonidas Galindo Romero / Brayan Leonidas Ferreira Mancera |
| 2008      | El cartel 1                                     | Alias "Señuelo"                                                   |
| 2009-2010 | Gabriela, giros del destino                     | Ernesto Zárate                                                    |
| 2010      | El cartel 2: la guerra total                    | Raimundo Salgado 'Antenas'                                        |
| 2010      | Clase ejecutiva                                 | Leonardo Sanabria                                                 |
| 2011-2012 | Los canarios                                    | Luis Monsalve "El Canario del Humor"                              |
| 2013      | La Hipocondríaca                                | Juan Jhon Sánchez 'JJ'                                            |
| 2013-2014 | Mentiras perfectas                              | Sofía López                                                       |
| 2015      | Esmeraldas                                      | Daniel                                                            |
| 2016      | Azúcar                                          | Francisco Javier Marulanda 'El Paisa'/ Tomás De Jesús Marulanda   |
| 2018      | Sitiados                                        | Tricio                                                            |
| 2019      | Relatos Retorcidos: La Prostituta Descuartizada | Mario Plinio                                                      |
| 2020      | La Nocturna 2                                   | Willington Espinoza                                               |
| 2020      | Guía sexual                                     | El                                                                |
| 2021      | 1977                                            |                                                                   |
| 2022-2024 | Primate                                         | Barragan                                                          |
| 2023      | La primera vez                                  | Henry Pabón                                                       |
| 2025      | Nuevo rico, nuevo pobre                         | Leonidas Galindo                                                  |
| 2025      | Cosiaca                                         | José María García "Cosiaca"                                       |

### Cine
| Año  | Título                               | Personaje                |
| ---- | ------------------------------------ | ------------------------ |
| 1998 | Malamor                              |                          |
| 2001 | La pena máxima                       | Celador                  |
| 2001 | Bogotá 2016                          | Juan / El Pato           |
| 2003 | ¿de qué barrio llama?                |                          |
| 2003 | La primera noche                     | Toño                     |
| 2003 | Tres hombres, tres mujeres           | Iván                     |
| 2004 | María llena eres de gracia           | Franklin                 |
| 2005 | Gringo h.p.                          |                          |
| 2005 | La historia del baúl rosado          |                          |
| 2007 | El amor en tiempos del cólera        | Ricardo Lighthouse       |
| 2012 | La lectora                           | Gabriel                  |
| 2013 | Roa                                  |                          |
| 2013 | Lo azul del cielo                    | Berri                    |
| 2015 | La rectora                           | Gabriel                  |
| 2017 | El caso Watson                       | Ruleta                   |
| 2017 | El país más feliz del mundo          | Comandante Viruela       |
| 2018 | El reality                           | Jurado                   |
| 2019 | Amigo de nadie                       | Investigador             |
| 2020 | Lavaperros                           | Freddy                   |
| 2021 | El Paseo 6                           | Don Alvaro Castaño       |
| 2022 | El último hombre sobre la tierra     | Roberto Guzmán 'Piquiña' |
| 2023 | El actor, el director y la guionista | Felipe                   |

### Teatro
- Hamlet
- Miss Julia
- Comedia sin tituto y El público
- Simplemente el fin del mundo
- El Inspector
- Enséñame a vivir
- La Mandrágora
- La tempestad
- ¿Se siente usted bien?
- Frankenstein
- Una noche en Venecia
- Edipo Rey
- Demonios
- La vie parissiene
- Las convulsiones
- Cantemos la telenovela

## Premios y nominaciones

### Premios India Catalina
| Año  | Categoría                                    | Telenovela o Serie          | Resultado |
| ---- | -------------------------------------------- | --------------------------- | --------- |
| 2010 | Mejor actor antagónico de telenovela o serie | Gabriela, giros del destino | Nominado  |
| 2008 | Mejor Actor Protagónico                      | Nuevo rico, nuevo pobre     | Nominado  |
| 2000 | Mejor Actor de Reparto                       | Marido y mujer              | Nominado  |

### Premios TVyNovelas
| Año  | Categoría                            | Telenovela o Serie      | Resultado |
| ---- | ------------------------------------ | ----------------------- | --------- |
| 2017 | Mejor actor antagónico de telenovela | Azúcar                  | Nominado  |
| 2008 | Mejor actor protagónico              | Nuevo rico, nuevo pobre | Nominado  |
| 2008 | Personaje del año                    | Nuevo rico, nuevo pobre | Nominado  |

### Premios Macondo
| Año  | Categoría              | Película   | Resultado |
| ---- | ---------------------- | ---------- | --------- |
| 2021 | Mejor actor de reparto | Lavaperros | Ganador   |
| 2015 | Mejor actor de reparto | La rectora | Nominado  |

### Premios Talento Caracol
| Año  | Categoría   | Telenovela o Serie | Resultado |
| ---- | ----------- | ------------------ | --------- |
| 2013 | mejor actor | Los Canarios       | Nominado  |

### Otros premios obtenidos por TV
- Premio Nogal de Oro al Actor Destacado.

### Premios Obtenidos por Cine
- Festival Internacional de Cine de Cartagena: India Catalina Mejor Actor competencia Internacional, por la película La Primera Noche.
- Premio a Mejor Actor en el Festival de Cine de Rosario - Argentina, por la película La Primera Noche.
- Premio a Mejor Actor en el Festival de Cine de Buenos Aires - Argentina, por la película La Primera Noche.
- Premio Santa Lucía a Mejor Actor de Cortometraje.